# Mallophora wilhelmi
Mallophora wilhelmi là một loài ruồi trong họ Asilidae. Mallophora wilhelmi được Artigas & Angulo miêu tả năm 1980. Loài này phân bố ở vùng Tân nhiệt đới.